# Eusebio di Esztergom

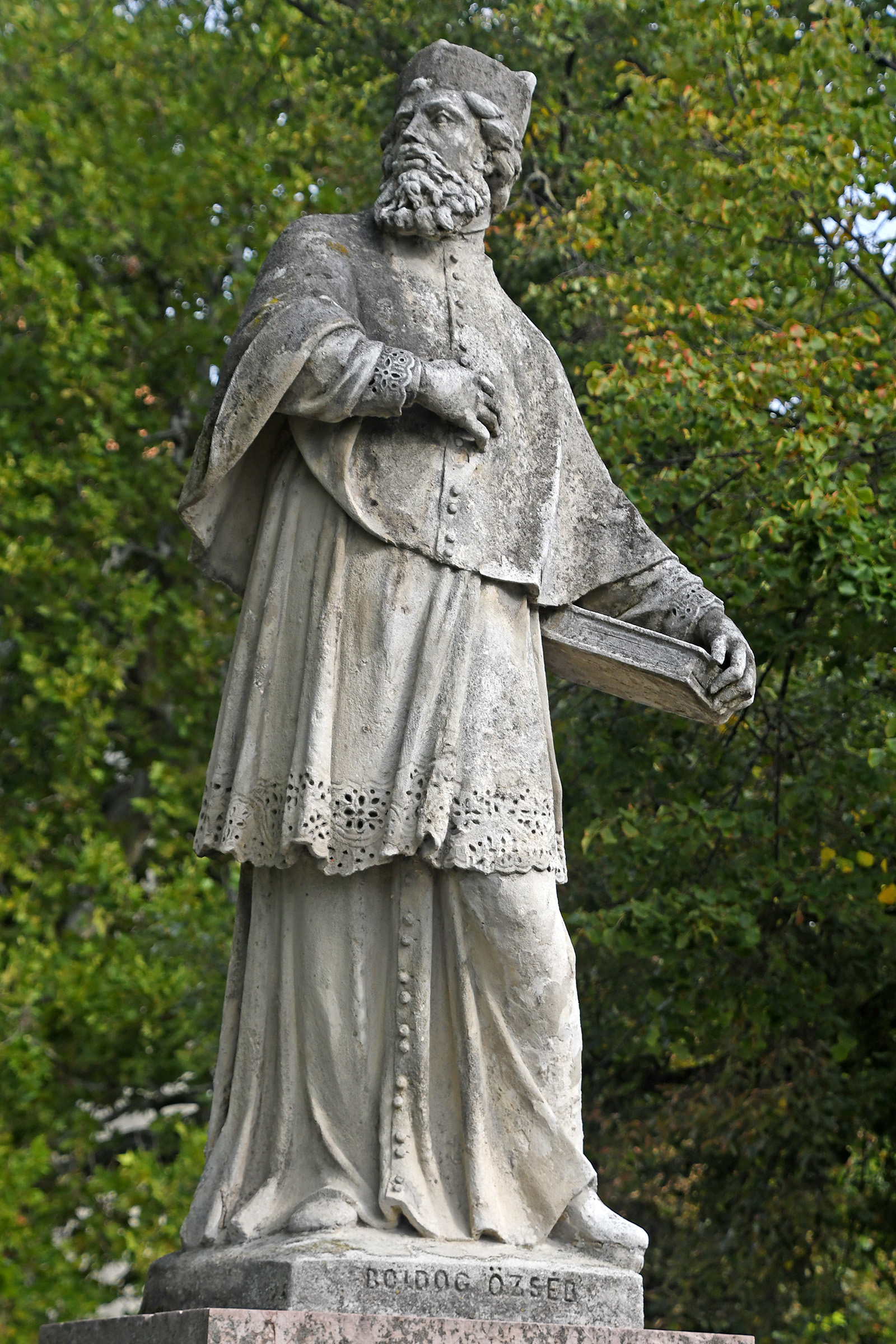
Statua del beato Eusebio a Esztergom

Eusebio (... – Pilisszentkereszt, 20 gennaio 1270) è stato un presbitero e religioso ungherese, fondatore dei monaci di San Paolo primo eremita. La tradizione gli attribuisce il titolo di beato.

## Biografia
Di nobile e ricca famiglia, abbracciò lo stato ecclesiastico e fu canonico del capitolo metropolitato di Esztergom. Nel 1246 si ritirò per condurre vita eremitica sui monti Pilis e, insieme con altri eremiti, edificò un monastero e una chiesa dedicata alla santa Croce a Pilisszentkereszt.
Il monastero si unì presto in una sola famiglia con un altro sorto poco prima a Ürög a opera di eremiti che avevano adottato la vita comunitaria, dando inizio a un nuovo ordine monastico posto sotto il nome di san Paolo, il primo eremita.
Nel 1262 si recò a Roma dove ottenne l'approvazione temporanea dell'ordine da parte di papa Urbano IV.
Morì nel 1270.

## Culto
La tradizione gli ha dato il titolo di beato e il 16 novembre 2004 la congregazione per il culto divino e la disciplina dei sacramenti ha approvato l'introduzione nel calendario proprio dei monaci paolini della commemorazione del beato Eusebio.
La sua festa si celebra il 20 gennaio.